# Urcerey
Urcerey es una comuna francesa situada en el departamento del Territorio de Belfort, de la región de Borgoña-Franco Condado.
Los habitantes se llaman Urceroys, Urceroises.

## Geografía
Está ubicada a oeste de Belfort y forma parte de la aglomeración de esta ciudad.

## Demografía
| 117 | 135 | 175 | 227 | 271 | 244 | 237 | 215 |
| Para los censos de 1962 a 1999 la población legal corresponde a la población sin duplicidades (Fuente: INSEE [Consultar]) |     |     |     |     |     |     |     |